# 離れられない君へ
『離れられない君へ』（はなれられないきみへ）は、小栗はるひ監督の日本映画で、2024年12月1日に公開された
2024年11月開始の『OP PICTURES＋フェス2024』で公開。
監督の小栗は「初恋は終わらない、ただ遠周りをしていただけ”大人になった主人公が初恋の相手と再会するのを通して成長する物語」としている。

## あらすじ
彼女は掘る。山の中で光を照らしながら、土を掘る。彼女は13年前、好きだった初恋の相手、保と山に宝物を入れたタイムカプセルを埋めた。しかし今では埋めた場所を忘れてしまい、保のことを思い返すたびに、タイムカプセルの場所を探しそれらしき場所を掘っている。
そんな忘れ物を探し続ける逸子は喫茶店の店長であり、ある日バイト募集の張り紙を見てやってきた緒方燈子を採用する。同じ苗字という共通点に親近感を持ち仲良くなるが、実は燈子は保の妻であった。

## 登場人物
緒方逸子
演 - 美咲かんな
喫茶店の雇われ店長。学生時代に同じ苗字だった緒方保が初恋の相手で、彼と学校の裏山に埋めたはずのタイムカプセルをずっと探している。
緒方燈子
演 - 及川うみ
逸子の店にアルバイト希望としてやってきた女性。同じ苗字という点で親近感を得るが、実は保の妻。保に子作りを迫っている。
多田愛
演 - 紫月ゆかり
セフレ会社員。鮫内には恋人未満セフレ以上の思いを抱く。
緒方保
演 - 紫木風太
逸子の初恋相手。中学卒業を機に地元を離れる。本社勤務だったが左遷され、夫婦で地元に引っ越してきた。真面目そうだが会社内では空気。
鮫内慎二
演 - 武田亮汰
保の同僚。仕事は残業しがちだが、それは愛と二人きりになるためであった。
俊雄
演 - 安藤ヒロキオ
逸子の元旦那。
緒方時枝
演 - ナオミ
逸子の母。

## スタッフ
- 監督：小栗はるひ
- 脚本：大矢直樹 小栗はるひ
- プロデューサー：深澤知
- 撮影監督：藍河兼一
- 録音：渡部未佳
- 整音：渡部未佳
- メイク：三井春菜
- 編集：板倉直美
- 音楽：荒川仁
- 助監督：遠藤大政
- スチール：ヒガシモリフミヤ
- 撮影助手：赤羽一真 竹下智也
- 制作応援：鶴丸彩 林優生子
- 仕上げ：東映ラボ・テック
- 提供・配給：オーピー映画